# Museo Arqueológico de Aidone
El museo arqueológico de Aidone es un museo arqueológico en Aidone, en la provincia de Enna (Sicilia, Italia); Está ubicado en el convento de los capuchinos, adjunto a la iglesia del mismo nombre. Fue inaugurado en el verano de 1984 y conserva los hallazgos de más de treinta años de excavaciones en Murgantia, ordenados según criterios cronológicos y temáticos.

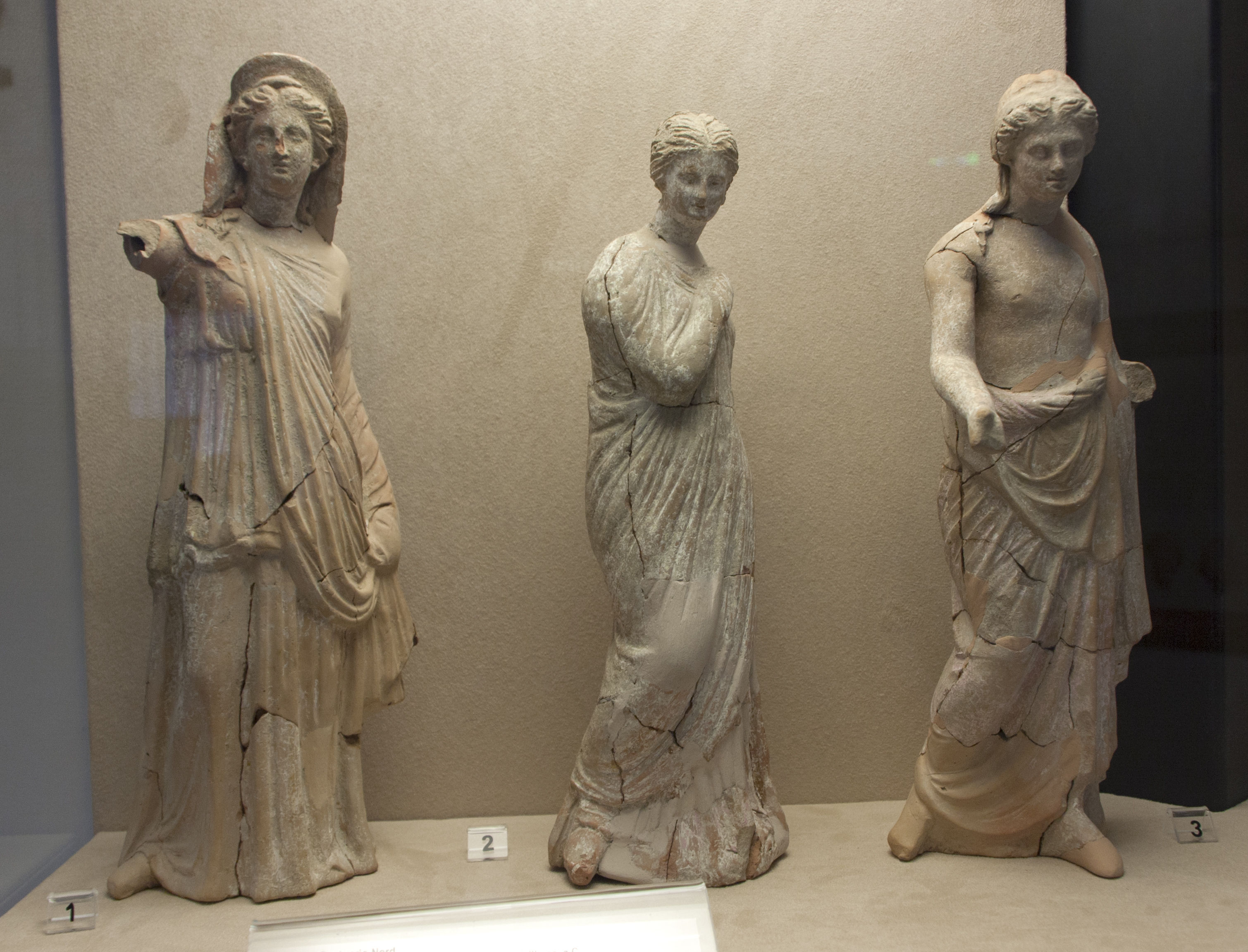
Serie de esculturas del Museo Arqueológico Regional de Aidone.

## Obras
Las tres habitaciones son materiales prehistóricos y la historia temprana de la ciudad, desde el pueblo: castellucciano ejes de piedra de basalto pulido, pequeña fuseruoli y fragmentos de cerámica mecanizadas sin el uso del torno, con decoración incisa lineal básica. La siguiente ciudad siciliana, de la Edad de Hierro, pertenece en cambio, la cerámica acromática carenada formas, rojo y marrón suspensión, que es la evidencia en la cultura de Ausonio en Lipari.
Las exposiciones, pertenecientes al período comprendido entre el noveno y la mitad del siglo quinto antes de Cristo, dan testimonio de la coexistencia de las culturas de los Siculos y griegos en la ciudad: antefijas de edificios religiosos, "pitos" "plumados", un arula doméstica en la que se representa un jabalí, un "cerno" tres tazas y la gran crátera de Eutímides simposio y escenas de amazzonomachia, utilizadas para banquetes públicos. Los artefactos de la era clásica y helenística, hasta la destrucción de la ciudad (211 a. C), que consiste principalmente de cerámica de la necrópolis y los santuarios urbanos de Deméter y Perséfone, incluyendo varios bustos de esta última, además de una gran lámpara en "pintura negra" con tres picos y un plato de pescado, tal vez de Siracusa.
Una estatua en piedra caliza, sin cabeza, más probable de la diosa Deméter, que se encontraba en el santuario central en 1955, ha proporcionado el material para demostrar que la famosa Afrodita del Museo Paul Getty de Malibú (EE.UU.) proviene precisamente de Murgantia. 
En la antigua sacristía del convento están expuestos los objetos cotidianos de uso doméstico, agrícola y religioso, que proporcionan una imagen de la vida cotidiana de los habitantes de la ciudad (utensilios de cocina, juguetes infantiles, baratijas femeninas, herramientas para la agricultura).

## El regreso de las Diosas
El museo en los años 2010 está en el centro de eventos de importancia histórica. El Estado italiano ha logrado obtener el regreso de objetos preciosos robados por "tombaroli" y, a través del mercado clandestino comprado por los principales museos estadounidenses. El 13 de diciembre de 2009, dos acrolitos (del período arcaico griego), probablemente pertenecientes a las diosas Demeter y Kore, muy venerados en la antigüedad en Sicilia central, regresaron del Museo de la Universidad de Virginia. El 5 de diciembre de 2010, fue el turno del Museo Metropolitano de Nueva York de las Dieciséis piezas en plata para usos rituales y de mesa, perteneciente a ese Eupolemos, según lo revelado por las inscripciones grabadas en arula votiva. Finalmente, en la primavera de 2011, regresó la llamada "Diosa de Murgantia". Es una estatua de una escuela de piedra caliza traicionera con una técnica acrolítica, en la cual es más probable que la diosa Demeter sea reconocida. Ahora se exhibe en el Museo Arqueológico Regional de Aidone, donde fue presentado el 17 de mayo de 2011, en presencia de las autoridades. Hoy es visible para el público.

## La Diosa de Murgantia

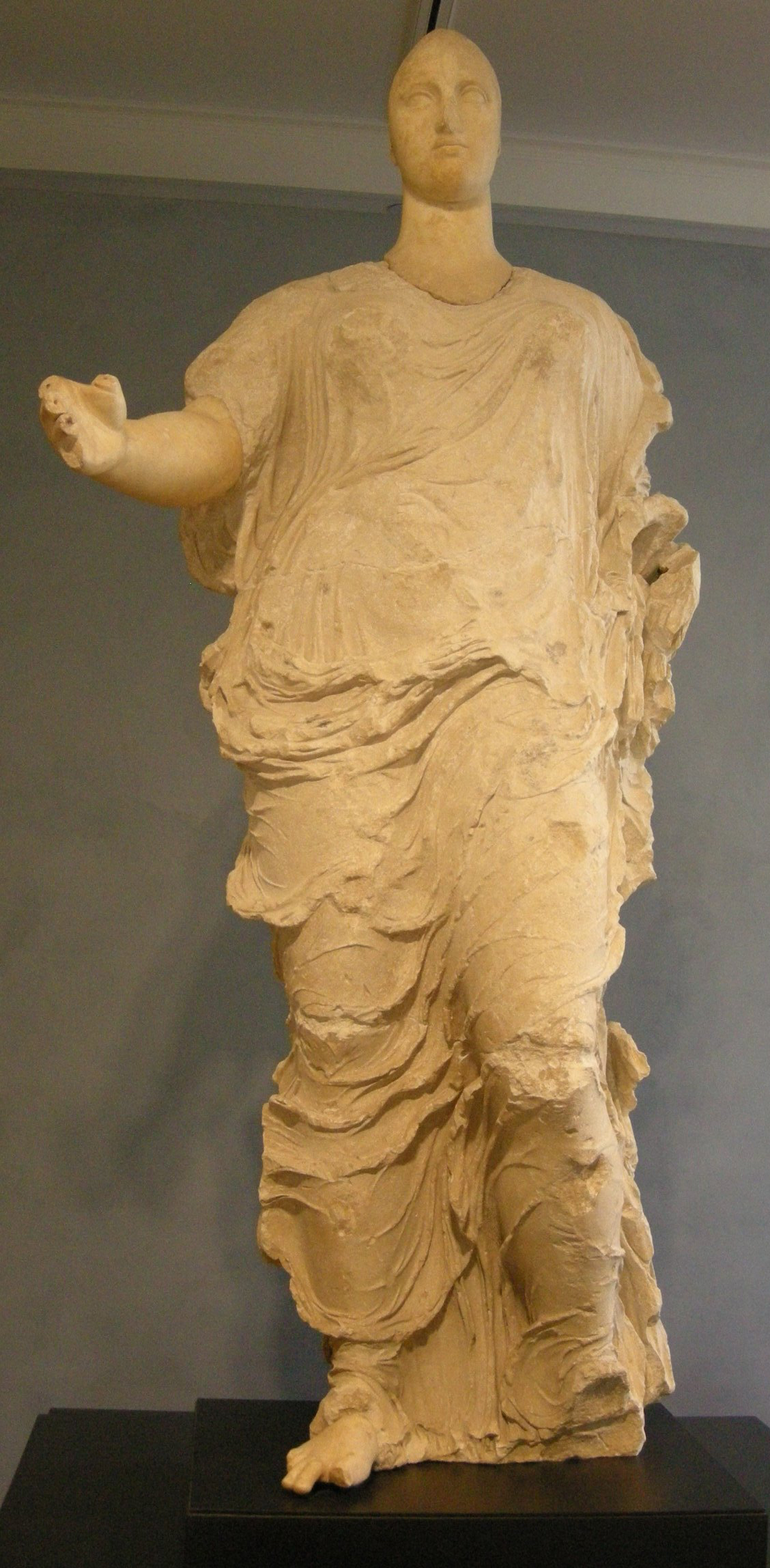
La Diosa de Murgantia

La diosa de Murgantia es una estatua proveniente del yacimiento arqueológico homónimo siciliano, en la provincia de Enna. Se compró hace años por el Museo Paul Getty de Malibú, después de un litigio se prolongó durante años entre Italia y los Estados Unidos y se volvió a Italia el 17 de marzo de 2011. Es ahora en exhibición en el museo arqueológico de Aidone. La Venus de Murgantia es una estatua de 2,25 m de alto, tallada entre 425 a. C. y 400 a. C. en Sicilia. El autor sería un discípulo directo de Fidias, que opera en Magna Grecia. El material usado para esculpirlo es mármol, usado para la cara y para las partes desnudas del cuerpo, similar al Metope de Selinunte. La cortina está en lugar de toba calcárea, que se ha comprobado que proviene de Sicilia. La diosa Perséfone era venerada especialmente en Murgantia en el santuario central y en casi todas las monedas acuñadas por la marca local siempre se representa en el anverso.